# Sergentomyia thomsoni
Sergentomyia thomsoni är en tvåvingeart som först beskrevs av Oskar Theodor 1938.  Sergentomyia thomsoni ingår i släktet Sergentomyia och familjen fjärilsmyggor.
Artens utbredningsområde är Malawi. Inga underarter finns listade i Catalogue of Life.